# Флаг Шовгеновского района
Флаг Шовге́новского муниципального района Республики Адыгея Российской Федерации.
Флаг района представляет собой прямоугольное полотнище (2:3) синего цвета на котором расположены основные элементы герба: цветок и над ним дугой 7 звёзд, средняя — большая.
Золотой тюльпан — часть национального адыгского орнамента, символ древности и богатства этой земли, на его цветоносе - два изогнутых листа, напоминающие рога, символизирующие о животноводстве, как о главнейшей экономической составляющей. Стебель с листьями похожи на букву "Ш" (Шовгеновский район). В "междоузлиях" два кургана, обозначающие богатую историю района.6 малых звёзд — символы 6 сельских поселений района, средняя — мира и единства населения района.